# Gino Fano
Gino Fano, italijanski matematik, * 5. januar 1871, Mantova, Italija, † 8. november 1952, Verona, Italija.
Fano je najbolj znan po svojem delu na področju projektivne in algebrske geometrije. V končni geometriji je Fanova ravnina končna projektivna ravnina z najmanjšim možnim številom točk in premic – 7.
Njegova sinova Ugo Fano in Robert Fano sta bila priznana znanstvenika.